# Luka-Barska, Bar
Luka-Barska (în ucraineană Лука-Барська) este localitatea de reședință a comunei Luka-Barska din raionul Bar, regiunea Vinnița, Ucraina.

## Demografie
Componența lingvistică a localității Luka-Barska
     Ucraineană (98,67%)
     Rusă (1,33%)
Conform recensământului din 2001, majoritatea populației localității Luka-Barska era vorbitoare de ucraineană (98,67%), existând în minoritate și vorbitori de rusă (1,33%).